# Carlos de Vargas
Carlos de Vargas y Cerveto (1817 – 1876) was een Spaans militair en politicus. Hij had de rang kapitein-generaal. Van oktober 1863 tot maart 1864 was hij vijf maanden lang gouverneur van de Dominicaanse Republiek. Dit land had zich in 1822 al onafhankelijk verklaard, maar werd in 1861 opnieuw door Spanje bezet. 
Het was een turbulente periode, met veel opstanden tegen de Spaanse overheersing. De gouverneurs wisselden elkaar in snel tempo af. De Vargas was de derde gouverneur in deze periode, en ook hij regeerde maar iets langer dan 5 maanden.
Een belangrijk tegenstander was generaal Gregorio Luperón, die later president van de Dominicaanse Republiek zou worden. Tijdens zijn regeringsperiode kreeg de Vargas had te maken met een veldslag op 23 januari 1864 op de vlakte van San Pedro, waarbij Luperón gewond raakte.
Op verschillende momenten probeerde de Vargas diplomatieke oplossingen te vinden. In die periode werden gevangen Dominicaanse strijders vastgehouden op Puerto Rico. Toen de Vargas dit eiland bezocht, liet hij een aantal gevangen vrij, op voorwaarde dat ze op Puerto Rico zouden blijven en niet zouden terugkeren naar Hispaniola. Een van de leiders van de opstand, Padre Regalo, was gevangen in de hoofdstad Santo Domingo. De Vargas liet hem vrij onder voorwaarde dat hij in de stad zou blijven, en een brief zou schrijven om de opstandelingen op te roepen de strijd neer te leggen. Ook liet hij, op voorspraak van generaal Pedro Santana, kolonel Pedro Valverde vrij, die overgelopen was naar de kant van de rebellen.
De regering van de Vargas eindigde in maart 1864. Zijn opvolger,  José de la Gándara, zou een veel agressievere politiek volgen.